# Hwang Jang-lee
Hwang Jang-lee (황정리?, Hwang Jeong-riLR; Prefettura di Aomori, 21 dicembre 1944) è un attore, regista e artista marziale sudcoreano, noto per i suoi ruoli da antagonista nei film di arti marziali di Hong Kong degli anni '70 e '80.

## Biografia
Anche se nato in Giappone, Hwang è di origine coreana. Ha iniziato a praticare il taekwondo all'età di 14 anni, raggiungendo il settimo dan a 21 anni. Nel 1965 ha prestato servizio come istruttore di arti marziali per gli eserciti della Corea del Sud e del Vietnam del Sud durante la guerra del Vietnam. Nel 2003 ha ricevuto il nono dan in taekwondo e anche il nono dan in Tangsudo.
Debutta al cinema nel 1974 in produzioni sudcoreane a basso budget. Nel 1976 viene scoperto dal produttore hongkonghese Ng See-yuen, che gli offre il ruolo del Silver Fox nel film The Secret Rivals. Questo personaggio diventa uno dei suoi ruoli più iconici.
Nel 1978 ottiene fama internazionale interpretando Thunderleg in Drunken Master accanto a Jackie Chan. Lo stesso anno appare anche in Snake in the Eagle's Shadow. Nel 1981 dirige e interpreta il film Hitman in the Hand of Buddha.
Negli anni '80 partecipa a numerosi film di kung-fu tra cui Game of Death II (1981), Ninja in the Dragon's Den (1982) e No Retreat, No Surrender 2 (1987). Nel 1991 recita nel film americano Street Soldiers.
Dopo il ritiro dal cinema negli anni '90, si è dedicato al mondo degli affari, gestendo un hotel e una società di sicurezza a Seul. Nel 2009 è apparso brevemente nella serie televisiva coreana Dor-a-on Iljimae. Attualmente continua a collaborare con la comunità marziale come consulente tecnico per la World Tang Soo Do General Federation.

## Filmografia
- The Secret Rivals (1976)
- Snake in the Eagle's Shadow (1978)
- Drunken Master (1978)
- Hitman in the Hand of Buddha (1981)
- Game of Death II (1981)
- Ninja in the Dragon's Den (1982)
- No Retreat, No Surrender 2 (1987)
- Street Soldiers (1991)